# Tübinger Königsgesellschaft Roigel

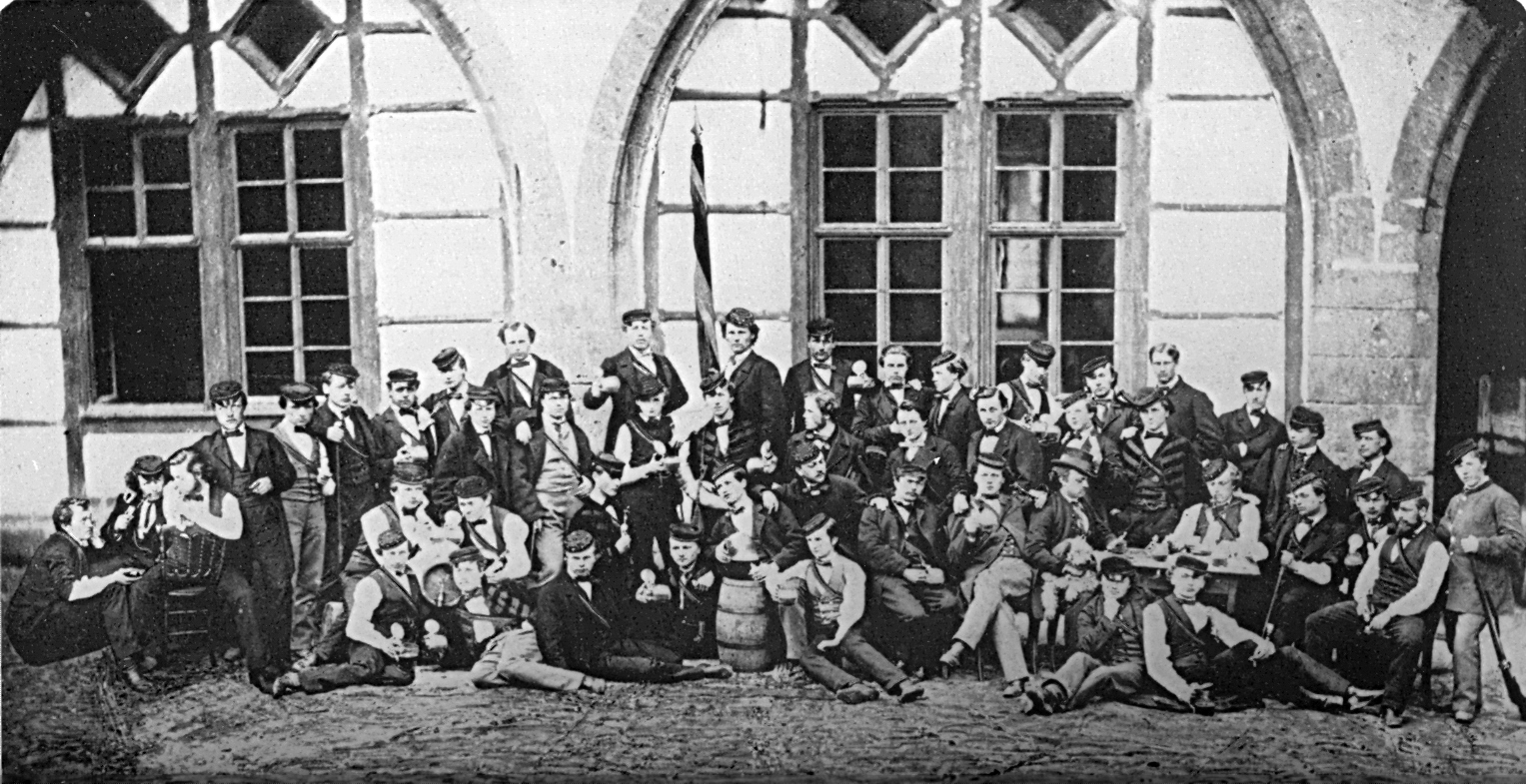
Die Tübinger Königsgesellschaft Roigel hinter dem Pfleghof (um 1860)

Die Tübinger Königsgesellschaft Roigel ist eine 1838 gegründete Studentenverbindung an der Eberhard Karls Universität Tübingen. Der Name „Königsgesellschaft“ leitet sich von dem Gründungslokal ab, dem „Gasthaus zum König“. Aus der satirisch gebrauchten französischen Bezeichnung „Société Royale“ entstand schließlich der schwäbische Spitzname „Roigel“, der in den 1840er Jahren als Bestandteil des Namens angenommen wurde.

## Couleur
Der Roigel trägt die burschenschaftlichen Farben „schwarz-gold-rot“. Sowohl Burschen als auch vorläufig aufgenommene Mitglieder tragen dasselbe Band, die Fuxenfarben „rot-gold-rot“ werden seit der Abschaffung des Fuxenstatus 1969 nicht mehr getragen.

## Geschichte

### 1816 bis 1838
In Anlehnung an die Gründung der Urburschenschaft wurde in Tübingen 1816 der „Allgemeine Burschenverein Arminia“ gegründet, dem auch zahlreiche Studenten des Tübinger Stifts angehörten. Die Stiftsstudenten konnten wegen der für sie geltenden strengen Stiftsregeln nur eingeschränkt am Verbindungsleben teilnehmen. Sie nahmen deshalb eine Sonderstellung ein, unter anderem war ihnen das akademische Fechten untersagt.
Nach der Ermordung von August von Kotzebue wurden die Burschenschaften 1819 mit den Karlsbader Beschlüssen verboten. Die burschenschaftliche Bewegung bestand jedoch mit stillschweigender Duldung der Universität fort im sogenannten „Burschenverein“, dem zu einem Drittel Stiftsstudenten angehörten.
Der Streit um die germanische oder arminische Ausrichtung der Burschenschaft führte jedoch zum Austritt vieler arminisch gesinnter Stiftsstudenten. Die Aufnahme eines Paukverhältnisses mit den Tübinger Corps 1832 führte dann zum Austritt fast aller übrigen Stiftler aus der Tübinger Burschenschaft.
Infolge des Frankfurter Wachensturms 1833 wurden die Burschenschaften erneut verboten. Die ausgetretenen Stiftsstudenten wurden von diesen Repressionen jedoch verschont und gründeten im Herbst 1833 eine burschenschaftlich gesinnte Kneipgesellschaft mit dem Namen „Die Patrioten“. Diese verstanden sich als Platzhalter der Burschenschaft in Tübingen und trugen die Farben „schwarz-gold-rot“. Später nannten sie sich nach ihrem neuen Kneiplokal „Schmidteigesellschaft“.
Am 28. Oktober 1838 traten Franz Friedrich Majer, Ludwig Osiander und Gustav Palm aus der Gesellschaft aus und gründeten zusammen mit 23 weiteren Stiftsstudenten die Königsgesellschaft Roigel. Aus den Resten der Schmidtteigesellschaft ging später die Normannia Tübingen hervor.

### 1838 bis 1914

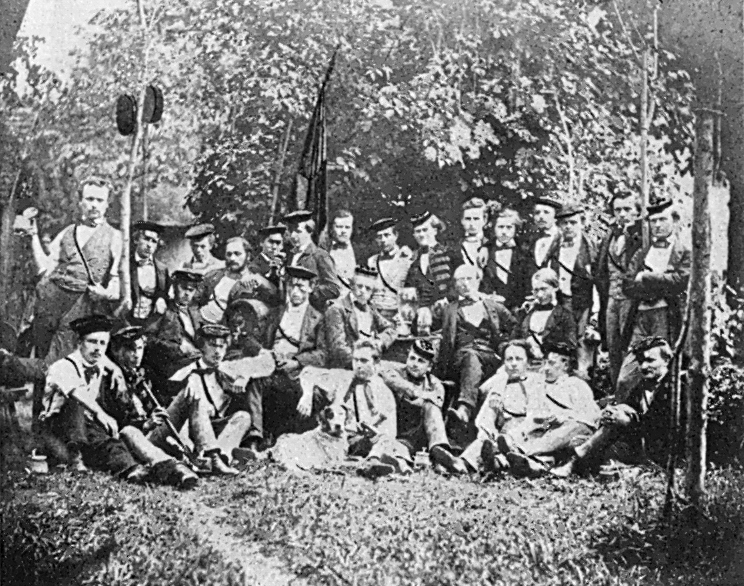
Die Tübinger Königsgesellschaft Roigel im Kurzischen Garten (22. Juni 1857)

Die Königsgesellschaft sollte nach dem Willen ihrer Gründer zunächst so lange bestehen, bis die Studenten des Stifts Mitglied der Burschenschaft werden konnten.
Um 1844/45 wandelte sich das Verhältnis zur Burschenschaft jedoch zunehmend in ein interkorporatives. Der Roigel entwickelte ein neues Selbstverständnis als eigenständige, burschenschaftlich-arminisch gesinnte Stiftsverbindung und nahm ab 1852 auch sogenannte Stadtstudenten auf, die nicht im Stift studierten. Damit stellte sich allerdings die Fechtfrage neu. Im Gegensatz zu den Stiftstudenten war den Stadtstudenten das Schlagen von Mensuren erlaubt. Der nichtschlagende Roigel vertrat daher ab den 1860er-Jahren den Standpunkt der bedingten Satisfaktion. Bei einer vorliegenden Ehrverletzung entschied der Convent darüber, ob auf Contrahage angetreten werden durfte oder nicht. Ab 1880 jedoch unterlagen die Nicht-Theologen des Roigels der unbedingten Satisfaktion.
Die Tübinger Lindenallee auf dem Oberen Wöhrd, die sich einst vom Hirschauer Steg, der heutigen Alleenbrücke, bis zur Weilheimer Markungsgrenze erstreckte, war nicht nur eine beliebte Promenade, sondern auch Schauplatz zahlreicher «Naturkneipen» der Tübinger Verbindungsstudenten. Alljährlich am Fronleichnamstag zogen zuerst die Roigel in die Allee. Im Schatten der Bäume ließen sie dann ein mit Bier gefülltes Trinkhorn kreisen, und alle Passanten waren zum Mitfeiern eingeladen. Heute stehen nur noch wenige der alten Baumriesen. Die Allee wurde durch den Bau zweier Verkehrsstraßen, Ammertalbahn und Umgehungsstraße, im 20. Jahrhundert zerstört.

### 1914 bis 1945
Der Erste Weltkrieg brachte eine Einschränkung und teilweise Einstellung des Universitätsbetriebs und auch des Verbindungslebens mit sich. Ende 1918 wurde der Aktivenbetrieb des Roigels wieder aufgenommen, Anfang 1919 nahm die Universität ihren Vorlesungsbetrieb wieder auf.
Im Zuge des Spartakusaufstandes kam es auch in Stuttgart 1919 zu einem Putschversuch. Um dieser Bedrohung zu begegnen, rief die Landesregierung unter anderem die Studentenschaft zur Hilfe. Die Tübinger Verbindungen bildeten daraufhin ein Studentenbataillon, dem auch Aktive des Roigels angehörten. Dieses Studentenbataillon war zunächst in Stuttgart eingesetzt, später auch an der Niederschlagung der Räterepublik in München beteiligt.
Programmatisch radikalisierte sich der Bund zwischen 1925 und 1930, die Dolchstoßlegende wurde intensiv rezipiert und die Weimarer Republik war umstritten. Ab 1924 gab der Roigel als Bund unbedingte Satisfaktion, für die Aktiven galt weiterhin die bedingte Satisfaktion. Bestimmungsmensuren wurden nicht gefochten. Am 1. Oktober 1932 wurde die Satzung dahingehend geändert, dass die Aktiven unbedingte Satisfaktion zu geben hätten.
1933 trat der Roigel der Deutschen Burschenschaft bei, änderte seinen Namen in „Burschenschaft Roigel“ und wurde pflichtschlagend. Infolge der Verpflichtung zur Einführung des Führerprinzips und der Bestrebungen zur Gleichschaltung erfolgte dann im November 1934 der Austritt aus der Deutschen Burschenschaft.
Anfang 1935 trat der Roigel der Alten Burschenschaft bei, in der Hoffnung, in diesem Dachverband die Eigenständigkeit des Bundes wahren zu können. Im Anschluss an die „Heidelberger Spargelaffäre“ beschloss jedoch die Altenversammlung des Roigels am 26. Oktober 1935, den Aktivenbetrieb zu suspendieren.
Der Altenverein des Roigel unterstützte ab 1937 die „Kameradschaft Ludwig Uhland“, der ehemalige Aktive der Burschenschaft Germania Tübingen und ehemalige Aktive des Roigel angehörten. Die Kameradschaft galt innerhalb des Nationalsozialistischen Deutschen Studentenbundes als politisch unzuverlässig. Unter dem Deckmantel der Kameradschaft wurde bis zur Auflösung nach Kriegsende weiterhin korporatives Brauchtum gepflegt.

### 1949 bis heute
1949 bildete sich aus Resten der „Kameradschaft Ludwig Uhland“ zuerst die neue Aktivitas der Germania und wenig später die neue Aktivitas des Roigel. Einige ehemalige Aktive der „Kameradschaft Ludwig Uhland“ wurden Doppelmitglieder in Roigel und Germania.
Bei der Wiedergründung wurde weitgehend der Biercomment, die Mütze und der Chargenwichs abgeschafft und das akademische Fechten zur Privatsache erklärt.
Unter dem Einfluss der 68er-Bewegung wurde der Fuxenstatus abgeschafft, ebenso die letzten Reste des Biercomments. Zeitweise engagierte sich die Aktivitas hochschulpolitisch.
Nach ein paar Jahren personeller Stagnation wurden in den neunziger Jahren einige korporative Traditionen und Symbole neu belebt, so wurde zum Beispiel 1995 die Mütze auf fakultativer Basis wieder eingeführt.
Beim alljährlichen Stocherkahnrennen legte die Königsgesellschaft bis zu Beginn der 2000er besonderen Wert auf den Kostümpreis. Diesen gewann sie in den Jahren 1972–1974, 1976–1977, 1980, 1988 und 1989 gemeinsam mit der Damenverbindung AV Laetitia, 1991, 1994–1995, 1997–2001 und 2005.
Im Jahr 2021 startete die Tübinger Königsgesellschaft einen öffentlichkeitswirksamen Auftritt auf der Kurzvideo-Plattform TikTok. Als erste deutsche studentische Korporation, die sich aktiv auf TikTok präsentiert, hat sie mit über 13.000 Followern (Stand: Juli 2025) den reichweitenstärksten TikTok-Auftritt aller deutschen Studentenverbindungen.

## Gazettenwesen

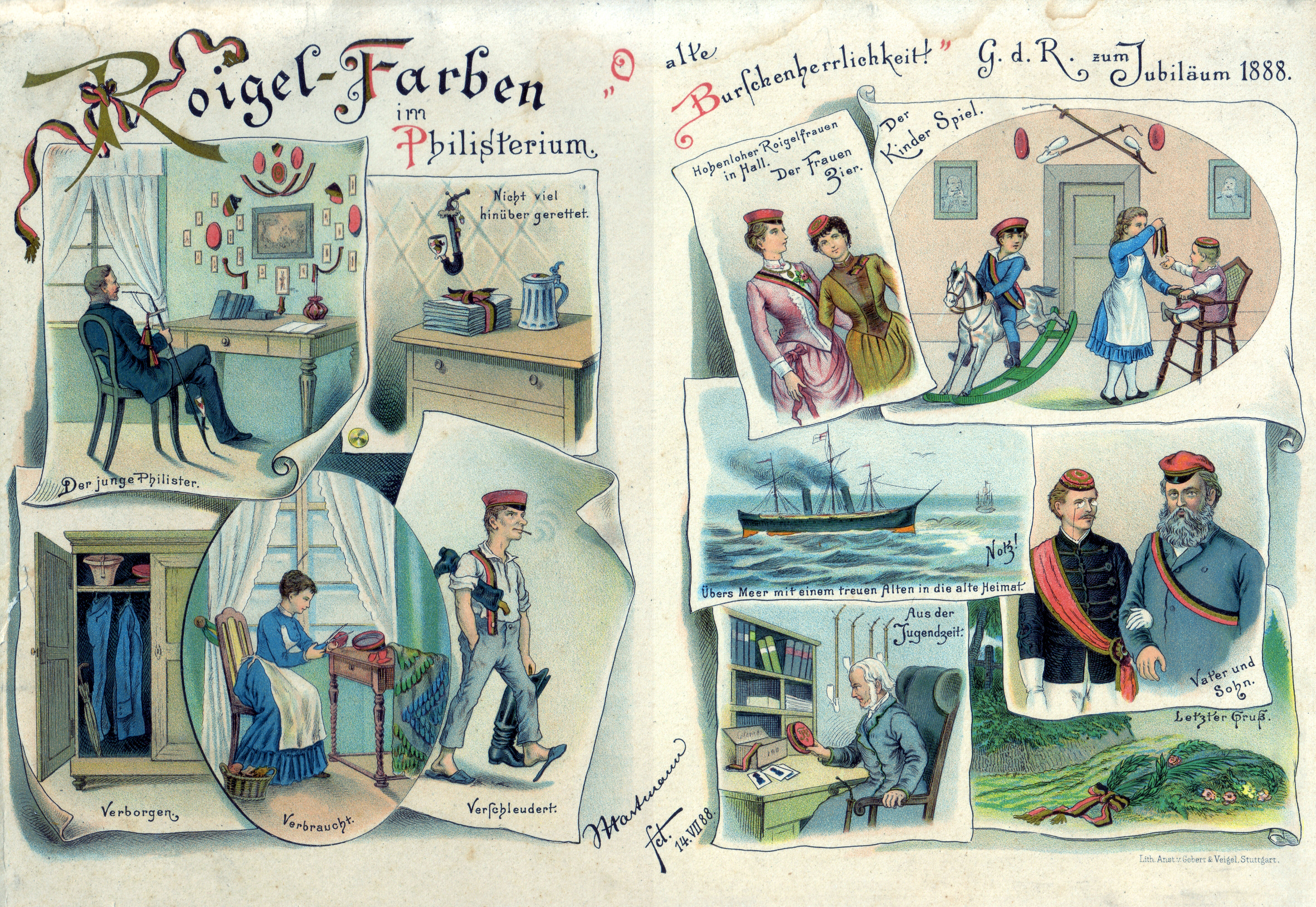
Zeichengazette zum 50. Stiftungsfest

Eine einzigartige Besonderheit der Königsgesellschaft Roigel ist das Gazettenwesen. Die Wurzeln dieser Tradition liegen im Tübinger Stift. Oft satirische Zeichnungen, Gedichte und Texte wurden in Form einer Zeitung von Stiftsstube zu Stiftsstube weitergegeben und später als sogenannte Kneipzeitungen in den Kneiplokalen herumgereicht.
Anfang des 20. Jahrhunderts wandelte sich die Gazette von einer mehrseitigen Zeitung mehr und mehr zu einem Gedicht, einem Gesang oder Prosawerk, welches auf der Roigelkneipe vorgetragen wurde. In dieser Form wird das Gazettenwesen auch heute weiter gepflegt.
Die Roigelgazetten werden durch den „Gazettier du Roi“ (G.d.R.) gesammelt und in Gazettenbänden archiviert. Das Archiv der Gazetten ist eine einzigartige Sammlung studentischer Kultur von 1838 bis in die Gegenwart. Die Sammlung steht deshalb unter Denkmalschutz und wurde bereits mehrfach als historische Quelle herangezogen.

## Roigelhaus

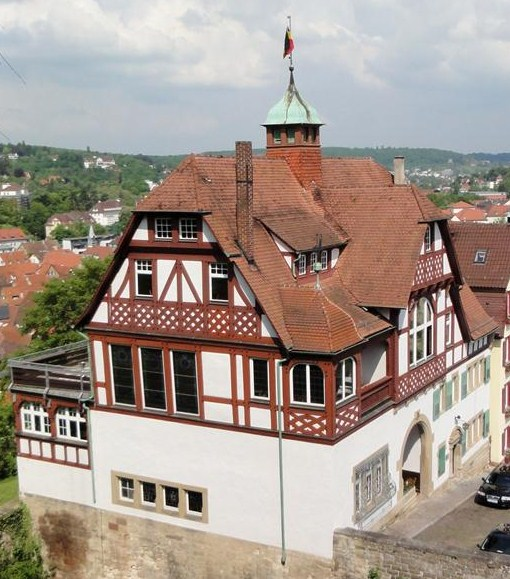
Roigelhaus

Das Roigelhaus wurde 1904 auf den Grundmauern der alten Tübinger Schlossküferei errichtet. Die Stuttgarter Architekten Paul Schmohl und Georg Stähelin orientierten sich mit der Verwendung von Fachwerk und Schopfwalmdächern an der alten Küferei, ihre Architektur nimmt damit Rücksicht auf die Umgebung und das tradierte Stadtbild – ganz entsprechend den Vorstellungen eines respektvollen Bauens im Bestand, wie es zu dieser Zeit von Theodor Fischer propagiert wurde.
Gleichzeitig finden sich in Details aber auch Einflüsse der zeitgenössischen Jugendstil-Architektur. Die hölzernen Konsolstützen am Giebel des Gebäudes tragen vier Tierskulpturen des Bildhauers Emil Kiemlen mit der Darstellung einer Bier trinkenden Sau, einer fauchenden Katze mit Fisch, einer Eule und eines Fuchses mit zwei zappelnden Fröschen.
Das Gebäude ist mit dieser Kombination als Verbindungshaus einzigartig, insbesondere im Vergleich zu den übrigen Verbindungshäusern der damaligen Zeit, die vornehmlich dem vom Bildungsbürgertum goutierten Historismus (Neorenaissance, Neobarock) entsprechen.

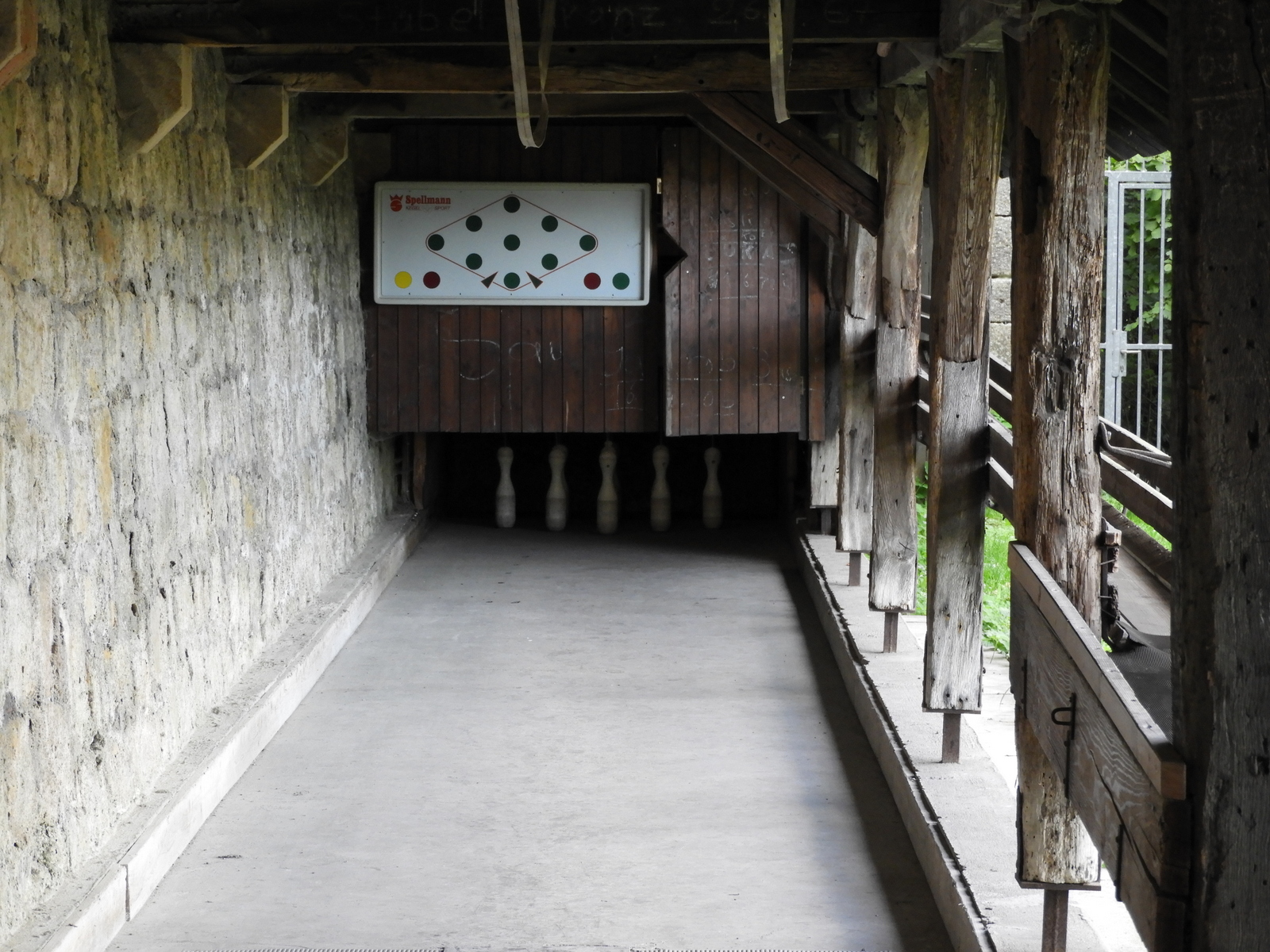
Mörikes Kegelbahn

Im Garten des Hauses, direkt an der Mauer des Schlosses Hohentübingen gelegen, befindet sich als weitere Besonderheit eine Kegelbahn. Bei dieser handelt es sich laut dem Landesdenkmalamt Baden-Württemberg um die einzige im süddeutschen Raum erhaltene Freiluftkegelbahn von vor 1800. Vereinzelt wird die Kegelbahn auch als „Mörikes Kegelbahn“ betitelt, zum einen, weil Eduard Mörike während seines Studiums im Tübinger Stift oft mit Kommilitonen dort gewesen ist, zum anderen, weil seine Ballade „Des Schloßküpers Geister zu Tübingen“ von und auf dieser Kegelbahn handelt. Mörikes Kegelbahn wurde von der Denkmalstiftung Baden-Württemberg zum „Denkmal des Monats Juli 2004“ ernannt.

## Bekannte Mitglieder
- Julius Abel (1833–1928), Komponist
- Richard Alber (1893–1962), Politiker
- Dieter Angst (* 1937), Staatssekretär
- Albert Bacmeister (1845–1920), evangelischer Pfarrer und Oberkirchenrat
- Oskar Bachteler (1896–1961), Mitglied des Landtagsvon Nordrhein-Westfalen
- Walter Bärlin (1900–1975), nationalsozialistischer Politiker[6]; Bürgermeister von Trossingen, Friedrichshafen und Freudenstadt
- Karl Baisch (1869–1943), Gynäkologe
- Friedrich Bauer (1906–1990), Landrat in Öhringen
- Ludwig Bauer (1863–1911), Arzt und Politiker, Landtagsabgeordneter
- Alexander Beutter (1862–1952), Pfarrer und Gesangslehrer
- Hans Bihl (1908–1944), Rechtswissenschaftler und Bibliothekar
- Adolf von Bilfinger (1846–1902), lutherischer Geistlicher
- Gustav Adolf Bilfinger (1840–1914), Gymnasiallehrer, Historiker und Chronologe
- Rudolf Bilfinger (1903–1996), Verwaltungsjurist, SS-Sturmbannführer und Gruppenleiter im RSHA
- Karl Bohnenberger (1863–1951), Germanist und Bibliothekar
- Adolf Friedrich Bonhöffer (1859–1919), Theologe, Klassischer Philologe und Philosophiehistoriker
- Siegfried Broß (* 1946), Richter des Bundesverfassungsgerichts
- Erwin Burger (1877–1950), württembergischer Oberamtmann
- Alfred Dehlinger (1874–1959), Finanzminister im Volksstaat Württemberg
- Ulrich Dehlinger (1901–1981), Physiker und Hochschullehrer
- Emil Demmler (1843–1922), evangelischer Geistlicher
- Theodor Demmler (1879–1944), Kunsthistoriker
- August Dillmann (1823–1894), Orientalist und Theologe, Neubegründer der äthiopischen Philologie
- Christian von Dillmann (1829–1899), Theologe und Pädagoge, entwickelte das Realgymnasium in Württemberg
- Klaus-Peter Dolde (* 1944), Rechtsanwalt
- Friedrich Dürr (1843–1926), Pädagoge und Geschichtsforscher
- Josef Eberle (1901–1986), Herausgeber der Stuttgarter Zeitung, Ehrenroigel
- Erich Ehrlinger (1910–2004), Jurist, SS-Obersturmführer, Amtschef im Reichsicherheitshauptamt Massenmörder
- Gerhard Einsele (1925–2010), Geologe
- Walter Eisele (1904– nach 1961), Richter
- Ulrich Engel (1928–2020), Germanist
- Viktor Engel (1900–1976), Jurist und Landrat in Ellwangen und Aalen[7]
- Karl Essig (1871–1947), Oberamtmann von Geislingen
- Eugen Fender (1872–1932), Oberamtmann von Balingen
- Hermann Fischer (1851–1920), Germanist, Dialektforscher und Lexikograph
- Johann Georg Fischer (1816–1897), Lyriker und Dramatiker
- Wilhelm Ganzenmüller (1882–1955), Wissenschaftshistoriker
- Hans Georgii (1938–2023), Richter
- Heinrich Georgii (1842–1926), klassischer Philologe
- Max Georgii (1855–1934), Verwaltungsjurist und Manager
- Siegfried Georgii (1900–1966), Mediziner und NS-Funktionsträger
- Julius Gmelin (1859–1919), Pfarrer
- Moriz Gmelin (1839–1879), Archivar
- Dietrich Gradmann (1940–2022), Biophysiker
- Eugen Gradmann (1863–1927), Theologe, württembergischer Landeskonservator
- Hans Gradmann (1892–1983), Botaniker
- Robert Gradmann (1865–1950), Pfarrer, Geograph, Botaniker und Landeskundler
- Albrecht Günther (1830–1914), Zoologe in London
- Alfred Haakh (1858–1946), Oberamtmann von Brackenheim
- Friedrich Häcker (1896–1960), Landwirt und Politiker, Abgeordneter im Landtag des freien Volksstaates Württemberg
- Karl Hägele (1902–1949), Landrat in Calw[8]
- Eduard Haug (1856–1932), Lehrer und Politiker
- Fritz Haussmann (1873–1951), Präsident des Württembergischen Landesfürsorgeverband und dort verantwortlich für Zwangssterilisationen im Rahmen der nationalsozialistischen „Rassenhygiene“; 1945 kurzzeitig kommissarischer Bürgermeister von Tübingen
- Alfred Hegler (1863–1902), Theologe
- Georg Hengstberger (1884–1952), Abgeordneter in der Verfassungsgebenden Landesversammlung Württembergs (1919)
- Klaus-Georg Hengstberger (* 1930), Unternehmer, Kommunalpolitiker und Mäzen
- Walter Hirzel (1881–1943), Württembergischer Landtagsabgeordneter
- Ferdinand Ritter von Hochstetter (1829–1884), Geograph und Geologe, Teilnehmer der Novara-Expedition und Erforscher von Neuseeland
- Wilhelm Höschele (1840–1908), Oberamtmann von Laupheim und Biberach
- Immanuel Hopf (1838–1924), Mediziner und Autor medizinischer und anthropologischer Märchen
- August Horlacher (1888–1956), Journalist, Chefredakteur Süddeutsche Zeitung Stuttgart, Chef vom Dienst Stuttgarter Zeitung
- Wolfgang Horlacher (1930–1992), Journalist, Stuttgarter Zeitung, Münchner Merkur, Chefredakteur Bayernkurier, Autor pol. Bücher.
- Kurt Hutten (1901–1979), Theologe, Gründer der Evangelischen Zentralstelle für Weltanschauungsfragen
- Gustav Jäger (1832–1917), Zoologe und Mediziner
- Oskar Jäger (1830–1910), Historiker und Pädagoge
- Albert Kallee (1884–1956), Landgerichtsdirektor in Stuttgart
- Ekkehard Kallee (1922–2012), Nuklearmediziner in Tübingen
- Richard Kallee (1854–1933), Stadtpfarrer in Feuerbach, Regionalhistoriker.
- Franz Kaim (1856–1935), Lehrer, Gründer des Philharmonischen Chors München und der Münchner Philharmoniker
- Julius Keck (1869–1924), württembergischer Politiker, Oberbürgermeister von Tuttlingen und Göppingen, Mitglied der württembergischen Verfassunggebenden Landesversammlung.
- Karl Theodor Keim (1815–1878), Theologe und Kirchenhistoriker
- Alfred Kercher (1901–1973), Oberbürgermeister von Kornwestheim
- Karl Kircher (1874–1939), württembergischer Oberamtmann und Landrat
- Rudolf Kittel (1853–1929), Alttestamentler, Rektor in Breslau und Leipzig
- Gustav Knapp (1871–1934), württembergischer Verwaltungsbeamter
- Heinrich Adolf Köstlin (1846–1907), Theologe
- Hermann Krauß (1899–1971), Chirurg
- Theodor Kreeb (1882–1954), Jurist, Landrat in Urach und Ravensburg
- Eugen Kröner (1861–1917), Homöpath
- Friedrich Kuhnle (1901–1975), Landrat in Vaihingen
- Ludwig Laistner (1845–1896), Schriftsteller und Literaturhistoriker
- Wilhelm Lang (1852–1912), Oberamtmann von Nersheim, Calw, Rottenburg und Heilbronn
- Karl von Lechler (1820–1903), Prälat und Generalsuperintendent von Ulm
- Theodor Lenckner (1928–2006), Strafrechtler in Tübingen
- Dieter Leuze (1933–2022), Jurist und Gründungskanzler der Gesamthochschule Essen
- Hermann Losch (1863–1935), Statistiker und Präsident des Württembergischen Statistischen Landesamts in Stuttgart
- Heinrich Maier (1867–1933), neukantianischer Philosoph
- Gerhard Mauer (* 1935), Landrat von Freudenstadt
- Ludwig Merker (1894–1964), Generalleutnant der Wehrmacht
- Georg Heinrich von Merz (1816–1893), Prälat und Superintendent von Reutlingen
- Karl von Muff (1846–1935), württembergischer Generalleutnant
- Arno Mulot (1904–1980), Germanist und Literaturhistoriker
- Eugen Nägele (1856–1937), Naturschützer, Gründungsmitglied des Deutschen Jugendherbergswerks und des Schwäbischen Albvereins
- Thomas F. Naegele (* 1924), amerikanischer Künstler mit schwäbischen Wurzeln, Ehrenroigel
- Erich Nellmann (1895–1968), Jurist, Initiator der Ludwigsburger Zentralstelle zur Aufklärung nationalsozialistischer Verbrechen
- Gerhard Noller (1922–1999), Mitglied des Landtags von Baden-Württemberg
- Friedrich von Payer (1847–1931), Reichstagsabgeordneter und Vizekanzler
- Richard Preiser (1871–1945), Altphilologe
- Gustav Pressel (1827–1890), Komponist (Weserlied)
- Paul Pressel (1824–1898), evangelischer Theologe
- Friedrich Prinzing (1859–1938), Arzt und Medizinalstatisker
- Gerhard Raff (* 1946), Historiker, Schriftsteller, Ehrenroigel
- Adolf von Rapp (1841–1905), Philologe und Ministerialbeamter
- Gustav Regelmann (1868–1947), Oberamtmann und Landrat von Rottweil
- Ulrich Regelmann (1924–2001), Oberbürgermeister von Rottweil
- Friedrich Rippmann (1868–1940), württembergischer Oberamtmann und Landrat
- Rudolf von Roth (1821–1895), Indologe und Theologe in Tübingen
- Karl Heinrich Rüdiger (1877–1947), Landrat in Böblingen
- Christian Adolf Rümelin (1839–1917), Theologe und Pädagoge, Bildungspolitiker im Fürstentum Anhalt
- Hugo Schäffer (1875–1945), Präsident des Reichsversicherungsamtes, Reichsarbeitsminister (1932), Mitherausgeber der NS-Zeitschrift Gesundes Volk.[9]
- Erich Schairer (1887–1956), Journalist und Publizist
- Carl Friedrich von Schall (1843–1911), württembergischer Staatsrat und Landtagsabgeordneter
- Wilhelm Schall (1882–1928), Abgeordneter im Landtag des freien Volksstaates Württemberg, Arbeitsminister im Kabinett Hieber.
- Otto Schmidt (1873–1965), Mediziner
- Christoph von Sigwart (1830–1904), Theologe und Philosoph in Tübingen
- Günther-Dietz Sontheimer (1934–1992), Indologe
- Walther Sontheimer (1890–1984), Klassischer Philologe
- Heinrich Stahl (1837–1906), Oberamtmann
- Walter Stahlecker (1889–1970), Ministerialdirektor
- Lorenz Wilhelm Straub (1839–1926), Gymnasiallehrer
- Gerhard Storz (1898–1983), Schriftsteller und Literaturwissenschaftler, Kultusminister in Baden-Württemberg
- Ernst Trumpp (1828–1885), Orientalist (1847 ausgetreten)
- Bernward Vesper (1838–1971), Schriftsteller (1962 ausgetreten)
- Ernst Wagner (1832–1920), Archäologe, Erzieher von Friedrich II. (Baden, Großherzog), Leiter der Großherzoglichen Altertümersammlung
- Rudolf Weeber (1906–1988), Jurist bei der Evangelischen Landeskirche in Württemberg, Mitglied des Rates der EKD.
- Paul Weigand (1889–1940), Lehrer und Abgeordneter im Landtag des freien Volksstaates Württemberg
- Carl Heinrich Weizsäcker (1822–1899), Theologe, Kanzler der Eberhard Karls Universität Tübingen
- Julius Weizsäcker (1828–1889), Historiker in Erlangen, Tübingen, Straßburg, Göttingen und Berlin. Herausgeber von sechs Bänden der Reichstagsakten
- Theodor von Weizsäcker (1830–1911), Präsident der württembergischen Generaldirektion der Posten und Telegraphen
- Albert Wetzel (1852–1923), Reichstagsabgeordneter
- Diethelm Winter (* 1935), Landrat des Ostalbkreises
- August Wintterlin (1832–1900), Theologie, Philologe und Bibliothekar
- Paul von Wunderlich (1844–1930), Württembergischer Landtagsabgeordneter, Generalsuperintendent von Heilbronn
- Jonathan Zenneck (1871–1959), Physiker an der TH München, Vorstandsvorsitzender des Deutschen Museums
- Hans-Joachim Ziegeler (* 1944), Germanist
- Theobald Ziegler (1846–1918), Philosoph, Rektor der Kaiser-Wilhelms-Universität Straßburg
- Eduard Zimmer (1888–1972), Landrat von Öhringen

Mitgliederverzeichnis:
- Willy Nolte (Hrsg.): Burschenschafter-Stammrolle. Verzeichnis der Mitglieder der Deutschen Burschenschaft nach dem Stande vom Sommer-Semester 1934. Berlin 1934. S. 1098–1099.